# Hierges
Hierges é uma comuna francesa na região administrativa de Grande Leste, no departamento Ardenas. Estende-se por uma área de 4,03 km². Em 2010 a comuna tinha 187 habitantes (densidade: 46,4 hab./km²).